# Pachydyptes ponderosus
Pachydyptes ponderosus (auch Neuseeländischer Riesenpinguin genannt) ist ein fossiler Vertreter der Pinguine (Sphenisciformes), der in der Zeit des Oligozän und Miozän lebte. Er ist der einzige bekannte Vertreter seiner Gattung und gilt nach Anthropornis nordenskjoeldi als zweitgrößte Pinguinart, die je gelebt hat. Das größte gefundene Exemplar besaß wohl eine Körpergröße, die um 50 % die der größten rezenten Pinguine übertraf. Erstmals beschrieben wurde er von dem neuseeländischen Ornithologen und Kurator Walter Reginald Brook Oliver in seinem 1930 erschienenen Buch New Zealand birds, der unter anderem auch den heute noch lebenden Snaresinselpinguin beschrieb (1953).

## Beschreibung
Pachydyptes ponderosus wurde wahrscheinlich bis zu 1,80 m groß und wog bis zu 100 kg. Der größte heute lebende Pinguin, der Kaiserpinguin (Aptenodytes forsteri), kann bis zu 1,30 Meter groß und bis zu 50 Kilogramm schwer werden.
Pachydyptes ponderosus lebte in Neuseeland. Wie alle Pinguine bewohnte er Strände, wo er im naheliegenden Meer große Fische jagte.

## Evolution
Es ist unwahrscheinlich, dass Pachydyptes ein Vorfahre eines rezenten Pinguins ist.